# Station Hillerød
Station Hillerød is een treinstation in Hillerød, Denemarken.
Het station is geopend op 8 juni 1864 en op 26 mei 1968 voor de S-tog. Het station is ook een knooppunt van de regionale spoorlijnen van Lokaltog. Het wordt bediend door treinen van de volgende lijnen:
- Kopenhagen - Hillerød (S-tog-lijn )
- Hillerød - Hundested
- Hillerød - Snekkersten - Helsingør
- Hillerød - Gilleleje - Helsingør
- Hillerød - Tisvildeleje

Solrød Strand · Karlslunde · Greve · Hundige · Ishøj · Vallensbæk · Brøndby Strand · Avedøre · Friheden · Åmarken · Ny Ellebjerg · Sjælør · Sydhavn · Dybbølsbro · København H · Vesterport · Nørreport · Østerport · Nordhavn · Svanemøllen  · Hellerup · Jægersborg · Lyngby · Holte · Birkerød ·  Høvelte · Allerød · Hillerød